# دلاوار (اوهایو)
دلاوار(به انگلیسی: Delaware) شهری در ایالت اوهایو کشور ایالات متحده آمریکا است که جمعیت آن در سرشماری سال ۲۰۱۰ میلادی، ۳۴٬۷۵۳ نفر بوده‌است.